# ブティア・シープドッグ
ブティア・シープドッグ（英：Bhutia Sheepdog）は、ブータン原産の護畜犬種のひとつである。
別名はブータン・シェパード･ドッグ（英:Bhutan Shepherd Dog)、ブータン・ハーダー(英:Bhutan Herder)、ベルガー・ヒマラエン(英:,Berger Himalayen)など。

## 歴史
生い立ちについてはよくわかっていないが、ネパール東部及びカシミール地方を原産とするカシミーリー・シープドッグ（カシミリアン・シープドッグ）とは親戚関係を持つ犬種である。ブティアもカシーミーリーも、生い立ちの段階で何らかの形でチベタン・マスティフがかかわっていることが分かっている。
主に羊を泥棒や野獣から守る護畜犬として使われた。数百頭からなる大規模な羊の群れを3頭ほどで護衛し、羊が襲われたり危機に晒された場合には命を懸けて戦い、相手を退散させたり殺したりもする。尚、野獣などに急所である首を攻撃され窒息するのを防ぐため、使役犬は頑丈な皮製で鉄のスパイクがついた首輪をはめられる。
20世紀ごろにはヨーロッパ人から非常に獰猛な犬であると恐れられていて、ブータンを旅行する際には絶対にブティアに近づいてはいけないと釘を刺されていた時期もあった。これはもともとどの護畜犬種にも当てはまることで、見知らぬ者で羊に害を与えそうだと判断された場合は威嚇されたり攻撃されそうになるということは決して珍しいことではなく、本種だけに当てはまる警告ではない。
近年はめったに原産国外で話題に上ることはなく、現在もほぼすべてのブティアは羊を守るために羊飼いによって飼育が行われている。ブータン国外では飼育されておらず、作業犬としての能力を継続させるため、FCIには公認申請を行っていない。

## 特徴
筋骨隆々で骨太のがっしりとした体格をした犬である。脚は太く力が強く、吠え声も大きくたくましい。マズルは太く短めで、頭部の形はマスティフ犬種のものよりセントラル・エイジアン・シェパード・ドッグのものに近い。瞳の色は琥珀色などで、大きさは普通である。耳は垂れ耳、尾はふさふさした緩めの巻き尾。コートは密度のあるロングコートで、防寒性が非常に高い。毛色はブラック、ブラック・アンド・タン、レッド、グリズルなど。体高66〜71cmの大型犬で、性格は主人家族に忠実で従順だが、仕事柄により防衛本能と警戒心が高く攻撃的な一面もある。しつけは基本的に主人からのみ受け付ける。状況判断力は優れており、とっさの判断ができ、見知らぬ人の良し悪しを瞬時に見分けることも可能である。作業犬としてはかなり優秀な犬種ではあるが、ペットとして飼育するのには向いていない。又、飼育の際にはしっかりとした訓練が必要となる。運動量は多めで、かかりやすい病気は関節炎などがある。